# HD 74156 b
HD 74156 b – planeta pozasłoneczna okrążająca gwiazdę HD 74156.
Jest to gazowy olbrzym o masie ponad półtora raza większej od Jowisza, krążący bardzo blisko swojej gwiazdy, czyli jest tzw. gorącym jowiszem. Temperatura planety musi być bardzo wysoka, a jej promień może być równy 1,1 - 1,3 promienia Jowisza.